# Psiloceras
Psiloceras es un género extinto de amonites. Psiloceras se encuentra entre los primeros amonites jurásicos conocidos, y la aparición de la primera especie de Psiloceras forma la definición de la base del Jurásico. A diferencia de la mayoría de los amonites anteriores, que tenían formas de concha y ornamentación complejas, los Psiloceras tenían una concha lisa.

## Taxonomía
Casi todos los amonites, con la única excepción de algunos miembros de la familia Psiloceratidae, incluido Psiloceras, fueron aniquilados en el evento de extinción del Triásico-Jurásico (hace 201,3 millones de años).
La mayoría de los autores asumen que Psiloceras desciende de los Phyllocerataceae. P. spelae es probablemente la especie más antigua de Psiloceras.

## Importancia bioestratigráfica
La Comisión Internacional de Estratigrafía (ICS) ha asignado el dato de primera aparición del grupo Psiloceras spelae como el marcador biológico definitorio para el inicio del Hettangiense, hace 201,3 ± 0,2 millones de años, el primer piso del del Jurásico, con la sección estratotipo y punto de límite global (GSSP) ubicado en el paso de Kuhjoch, montañas Karwendel, Alpes calizos del Norte, Austria, que fue ratificado en 2010. La base del Jurásico en Gran Bretaña se definió históricamente por la primera aparición del amonites Psiloceras planorbis.

## Distribución
Jurásico de Argentina, Austria, Canadá, China, Francia, Alemania, Nueva Zelanda, España, Reino Unido, Estados Unidos. Los fósiles de Psiloceras se encuentran comúnmente en Watchet, Somerset, Inglaterra. Aquí se encuentran Psiloceras planorbis de concha lisa (junto con otras especies) como fósiles generalmente aplanados en la formación Blue Lias.